# Dalkia
Dalkia este o companie de servicii energetice din Franța care face parte din grupul francez Veolia.
În anul 2005, veniturile consolidate ale firmei s-au ridicat la 5,4 miliarde de euro iar firma avea 47.000 de angajați în 38 de țări din lume.

## Dalkia în România
Compania a intrat pe piața din România în 1992.
În anul 2006, societatea administra rețelele de termoficare din Tulcea, Ploiești și Alba Iulia, asigurând alimentarea cu energie termică a peste 70.000 de locuințe și circa 700 de companii și avea 125 de angajați.
Grupul Veolia este acționar majoritar al societăților Apa Nova București și Apa Nova Ploiești, care asigură alimentarea cu apă și canalizarea localităților respective.
Cifra de afaceri:
- 2006: 4,3 milioane euro